# Puccinia asperulae-cynanchicae
Puccinia asperulae-cynanchicae är en svampart som beskrevs av Wurth 1904. Puccinia asperulae-cynanchicae ingår i släktet Puccinia och familjen Pucciniaceae.   Inga underarter finns listade i Catalogue of Life.